# Corneilla-la-Rivière
Corneilla-la-Rivière (em catalão:  Cornellà de la Ribera) é uma comuna francesa na região administrativa da Occitânia, no departamento dos Pirenéus Orientais. Estende-se por uma área de 11.90 km², e possui 1.978 habitantes, segundo o censo de 2018, com uma densidade de 170 hab/km².